# Марі Меєр
Марі Меєр (17 січня 1899 — 24 травня 1956), пізніше Марі Меєр Фауер — американська льотчиця-барнстормер. Очолювала у 1920-х роках власний летючий цирк «Marie Meyer Flying Circus», в якому пілотувала літак, виконувала трюки на крилах і стрибала с парашутом. Брала участь у міжнародних авіаперегонах у Сент-Луїсі та Дейтоні.

## Ранні роки
Марі Меєр народилася 17 січня 1899 року в Іллінойсі (більш точне місце джерела не називають). Невдовзі її батьки, Джон і Дора Меєри, переїхали до Сент-Луїса, Міссурі. Після закінчення середньої школи Марі працювала у крамниці й копила гроші на уроки польотів. Літати вона навчилася у Вільяма Робертсона, який відкрив льотну школу в 1918 році на аеродромі Сент-Луїса (на той час це було одне з небагатьох міст Сполучених Штатів, яке мало цивільний аеродром). Меєр завершила свою льотну практику в 1921 році виступом на ярмарку в Седалії.

## Кар'єра

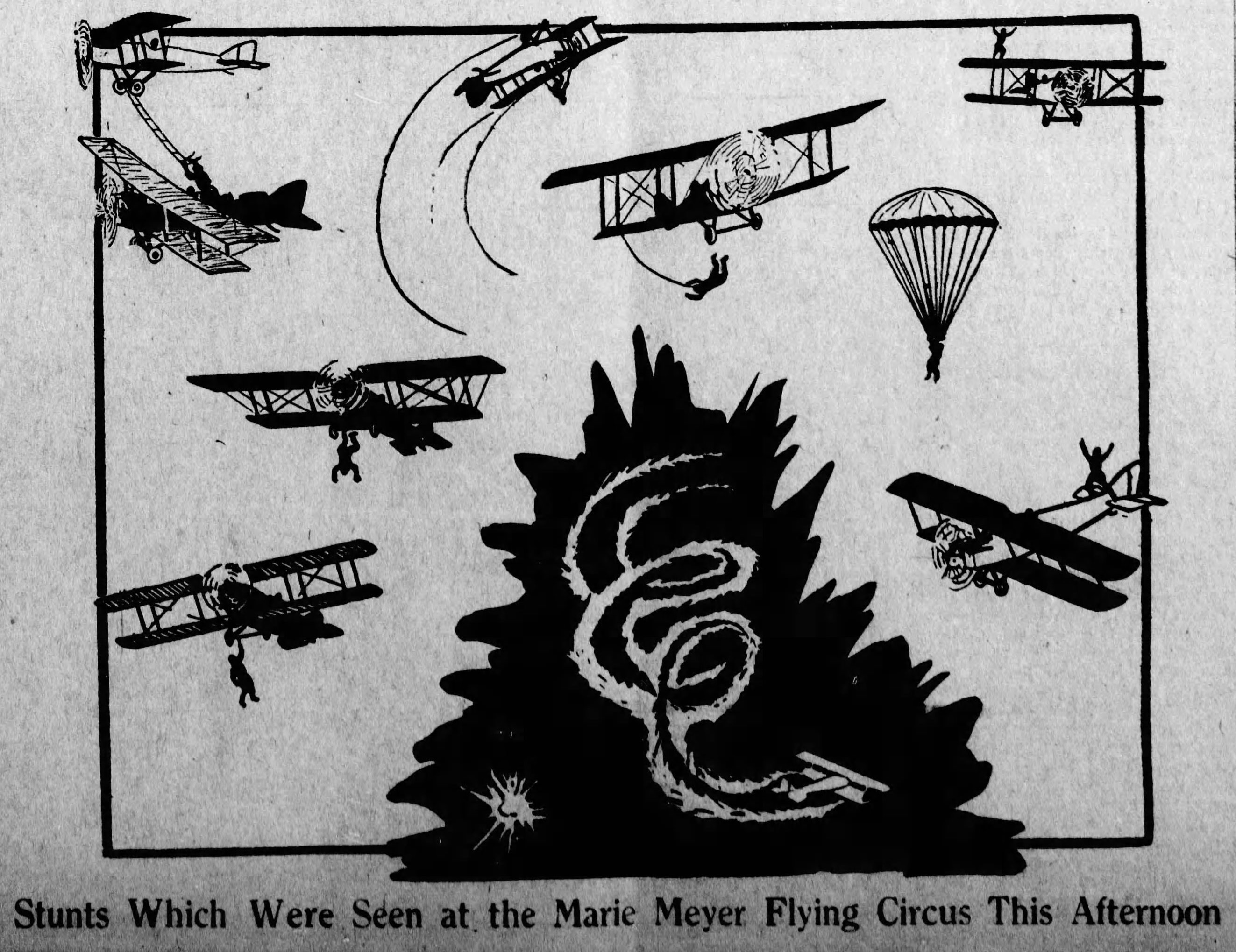
Афіша з зображенням трюків летючого цирку Меєр, 1924 рік.

До 1922 року Марі отримала ліцензію пілота, придбала біплан «Дженні», які після війни розпродавала армія США, і створила «Повітряний цирк Марі Мейер» (англ. Marie Meyer Flying Circus). З цією командою вона виступала на ярмарках штату по всьому Середньому Заходу США. Серед її пілотів були Чарльз Лі Фауер, Джо Хаммер, Джиммі Донохью, Джон Хантер, Джо Лоуренс, Френк Данн і навіть Чарльз Ліндберг у часи, коли він займався барнстормінгом. Крім того, у Летючому цирку Меєр свого часу працював майбутній науковець NASA Роберт Т. Джонс — він займався технічним обслуговуванням літаків в обмін на уроки пілотування. Цирк отримував спонсорування таких компаній, як Flint Automobiles і Texaco Oil and Gas, які співпрацювали з ним за рекламні послуги, а Jefferson County Oil Company надавала мастило і паливо для виступів.
Марі Мейєр виступала в ролі пілота, «крилоходки» і парашутистки. Її популярним трюком було стояння на верхньому крилі біплана, який виконував петлю. При цьому вона трималася руками за мотузку, а іноді утримувалася ногами, заправленими у стремена, щоб руками махати глядачам. Іншим трюком був стрибок з нижнього крила літака з парашутом. Меєр також найняла Елберта «Берті» Брукса, артиста на трапеції, який виступав у її цирку, висячи під літаком під час польоту.

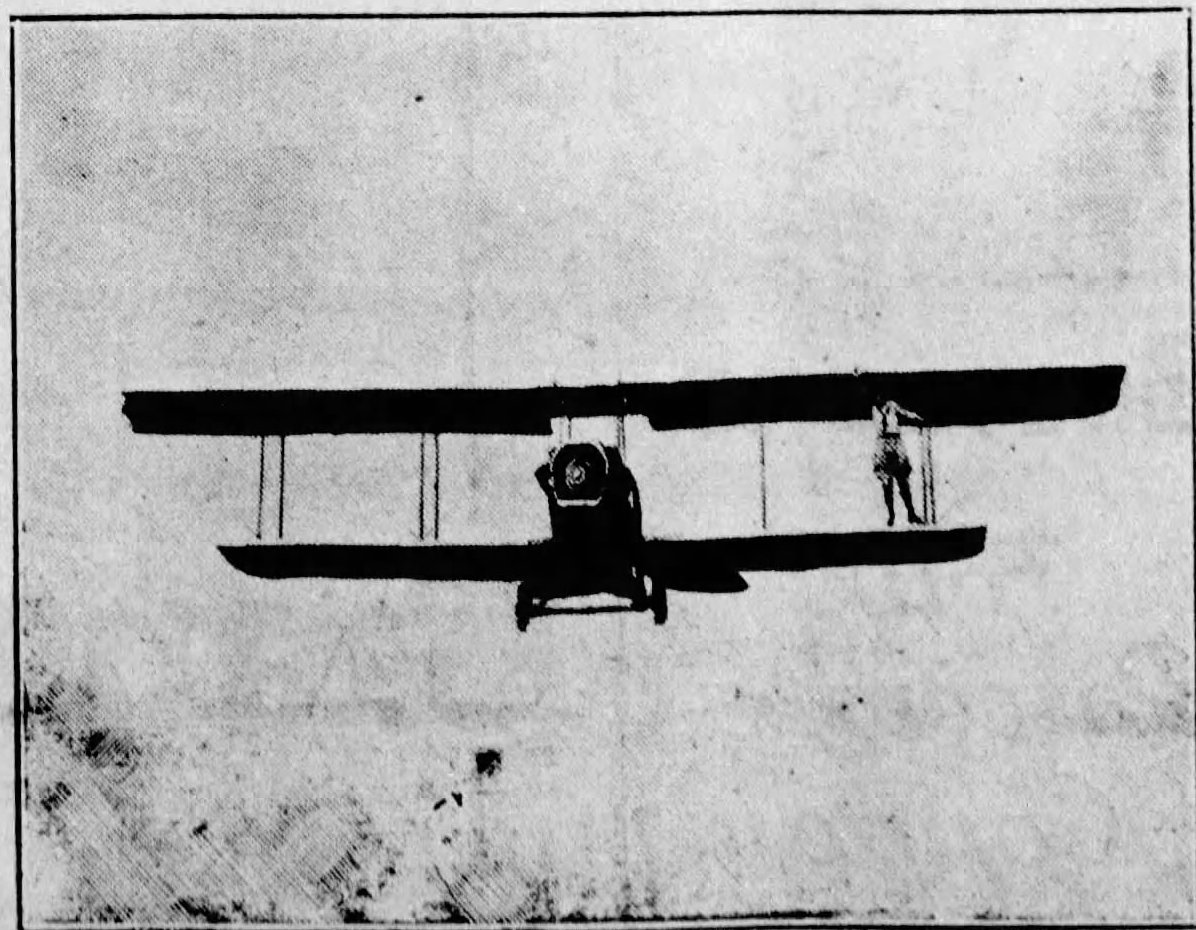
Марі на нижньому крилі, 1924
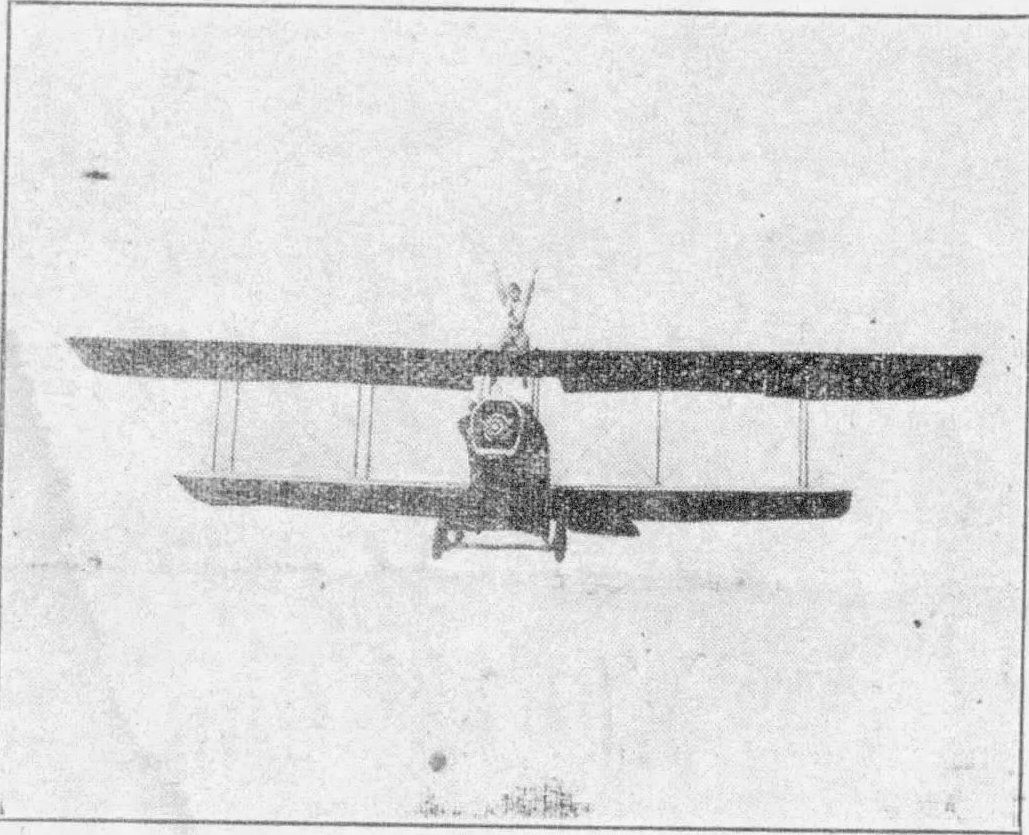
Марі на верхньому крилі, 1924
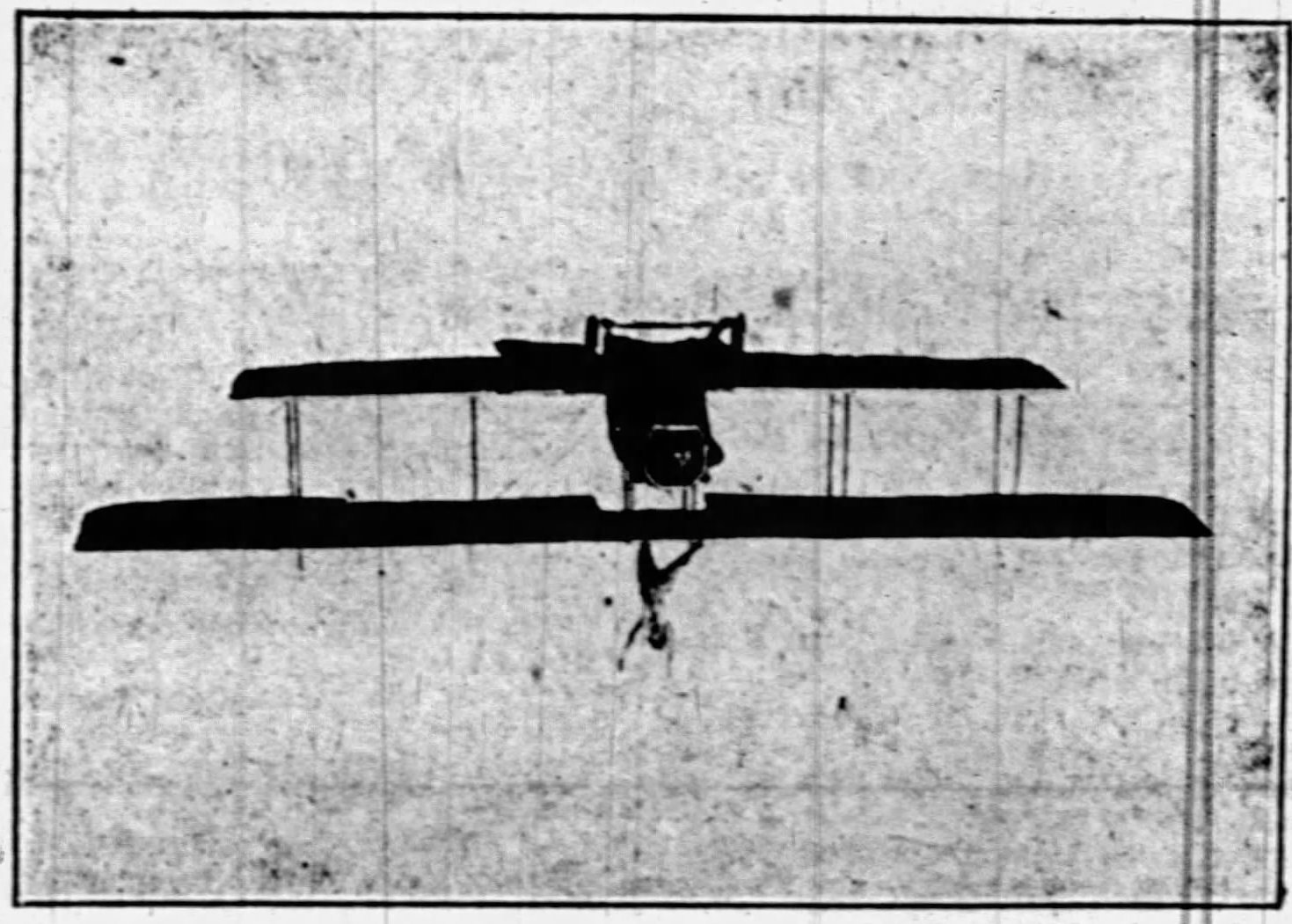
Марі під час петлі, 1925
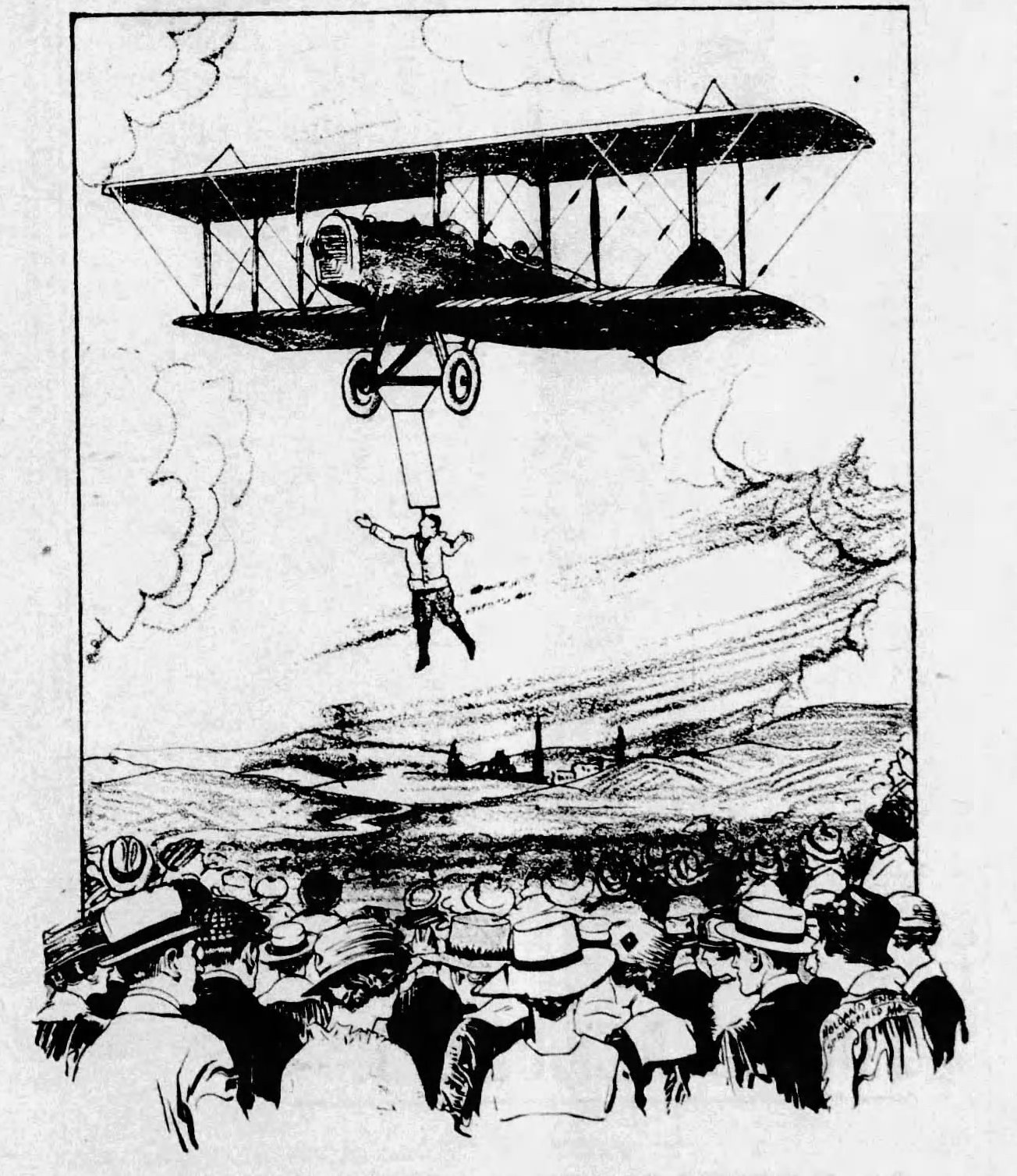
Реклама цирку Меєр з зображенням виступу Берті Брукса, 1924

У 1924 році Летючий цирк Марі Меєр влаштував бенефіс від імені аеродрому Сент-Луїса. Для реклами цього заходу аероклуб Сент-Луїса попросив Марі здійснити політ над вулицею між будинками в центрі Сент-Луїса, стоячи на верхньому крилі літака. Владу вдалося переконати дозволити цей трюк, незважаючи на побоювання, що це буде небезпечно. Трюк був запланований на опівдень 24 червня, але через погодні умови політ затримався до 13:30. Коли пілот Чарльз Фауер все ж почав політ над вулицею на ризиковано малій висоті, Меєр якийсь час вдавалося стояти вертикально, тримаючись за мотузку, але врешті вона впала на крило через пориви вітру. Літак пролетів небезпечно низько над будівлею залізничної біржі. Через багато років Меєр сказала репортеру::34–35 
«У нашому цирку ніколи не бувало нещасних випадків і ніхто не гинув, але ніхто навіть не уявляє, наскільки ми того дня були близькі до того, щоб нам настав кінець. Та ми все ж влаштували для них шоу!»
Оригінальний текст (англ.)
«We never had an accident, or lost a life with the circus, but no one will ever know how close we came to ending it all that day… We did give them a show though!»
.

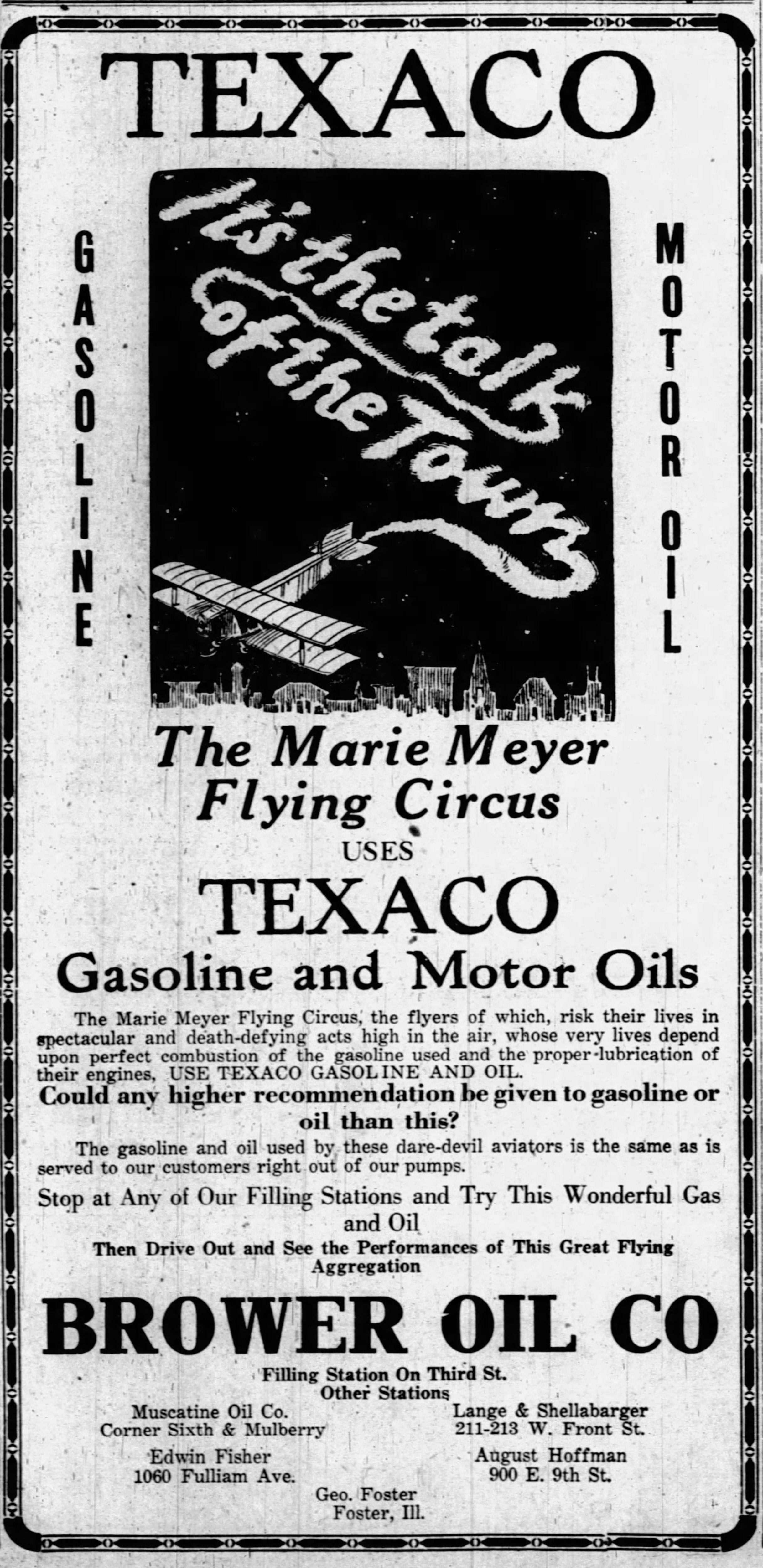
Реклама Texaco, 1925

У 1924 Марі Меєр вийшла заміж за пілота-каскадера Чарльза Фауера (він народився в Мейконі, штат Міссурі, 23 грудня 1894 року).
Летючий цирк Марі Меєр продовжував працювати до 1928 або 1929 року. Авіашоу вже не були новинкою для глядачів, трюки стали більш регламентованими, а володіння та керування літальними апаратами ставало все дорожчим. Останнім літаком, з яким цирк виступав, був Standard J-1 у 1929 році.

## Подальше життя
Марі та її чоловік переїхали до Мейкона, де вони керували кількома підприємствами, тримаючись тенденцій часу. Нафтова компанія «Fower Oil Company» задовольняла потребу в паливі для автомобілів, що ставали все більш популярними, а «Louie's Sweet Shop» скористалася широким розповсюдженням електрики, щоб подавати газовані напої та морозиво. На гроші, отримані від продажу одного зі своїх літаків, подружжя придбало ферму за містом, побудувавши на ній приватну злітно-посадкову смугу. У 1965 році Чарльз Фауер подарував цю смугу місту; в наш час тут знаходиться Меморіальний аеропорт Мейкон Фауер
У 1953 році відділення Національної авіаційної академії Сент-Луїса (National Aviation Academy, NAA) нагородило Марі Меєр і Чарльза Фауера за «матеріальний внесок у прогрес авіації, а саме демонстрацію віри в майбутнє польотів літальних апаратів із двигуном на зорі епохи авіації» (англ. …contributing materially to the progress of aviation by exhibiting faith in the future of powered flight during the dawn of the air age).
24 травня 1956 року, подорожуючи з друзями, у Гот-Спрінгс (Арканзас) Мери Меєр загинула в автокатастрофі разом із однією з подруг. Чарльз помер 2 лютого 1967 року. Вони поховані на кладовищі Вудлон у Мейконі.